# Thema psammoxantha
Espèce
Thema psammoxantha est une espèce d'insectes lépidoptères de la famille des Oecophoridae et de la sous-famille des Oecophorinae.
On le trouve en Australie.

## Galerie

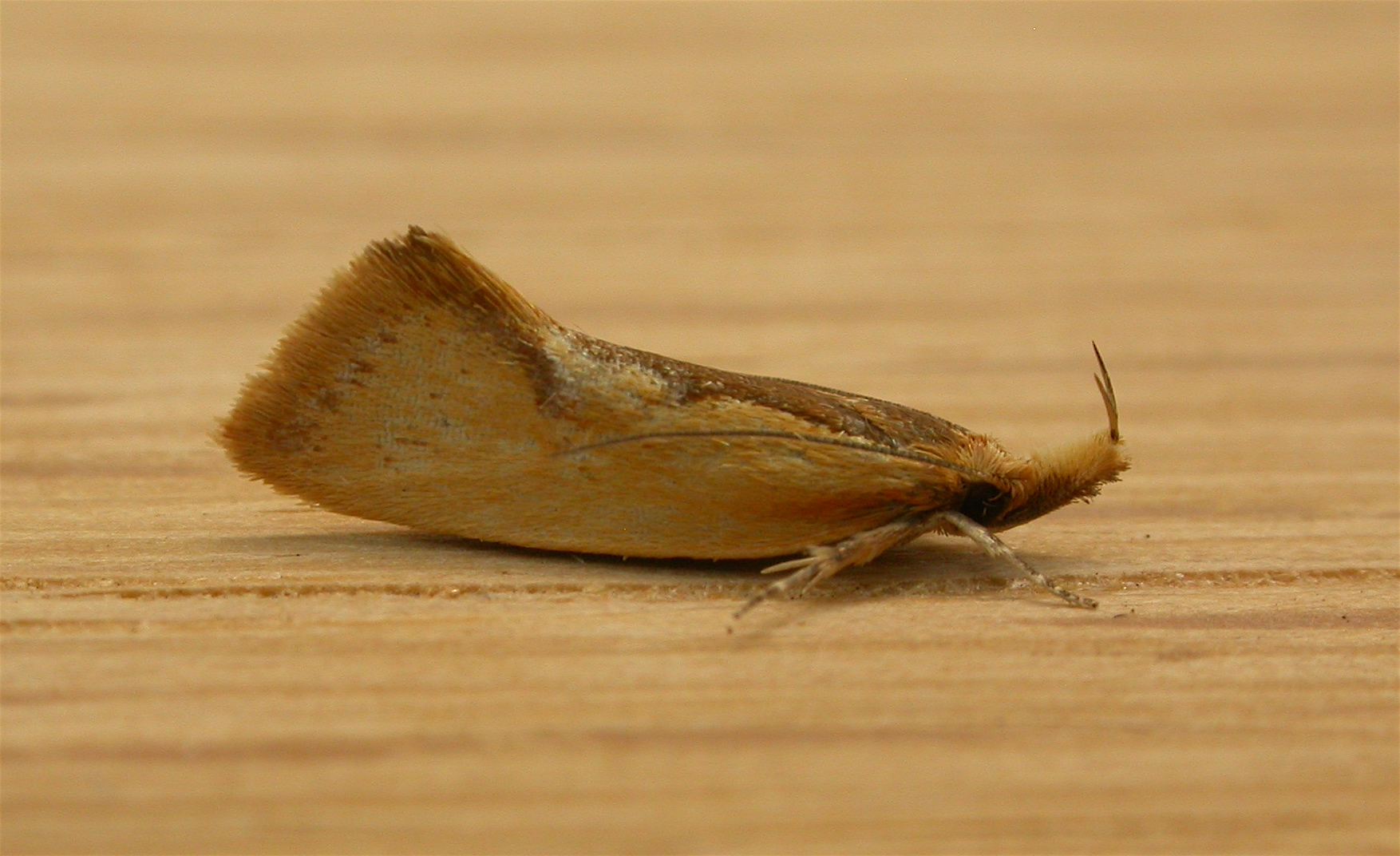